# Operation Phantom Fury
Die Operation Phantom Fury (englisch für gespenstische Wut), auch bekannt unter dem Namen Operation Al-Fadschr (Operation Al Fajr) (arabisch für Morgendämmerung), war eine Offensive von amerikanischen und irakischen Soldaten gegen die Stadt Falludscha. Infolge des Irakkriegs hatte sich die Stadt in der Zeit der amerikanischen Besatzung als Rebellenhochburg etabliert. Die Operation wurde von der irakischen Übergangsregierung genehmigt und begann am 8. November 2004. Das US-Militär gab nach der Schlacht bekannt, dass es sich um den schwersten Häuserkampf seit der Schlacht um Huế in Vietnam, die im Jahre 1968 stattfand, gehandelt habe.
Die Operation Phantom Fury war die zweite Offensive, die gegen die Aufständischen in Falludscha durchgeführt wurde. Sie erfolgte im Anschluss an die Operation Vigilant Resolve, die vom 4. bis 9. April desselben Jahres stattgefunden hatte. Diese Operation war beendet worden, nachdem lokale Führer versprochen hatten, für eine Entspannung der Situation in Falludscha zu sorgen. Im Anschluss an Phantom Fury wurde ab dem 23. November 2004 die Operation Plymouth Rock durchgeführt.
Die Kampfhandlungen während der Operation werden zunehmend auch als die Zweite Schlacht von Falludscha bezeichnet.

## Falludscha vor der Operation
Am 29. April 2003 kam es zu einer bewaffneten Auseinandersetzung vor einem Schulgebäude am Stadtrand von Falludscha. Dort demonstrierten – nach Berichten von Einwohnern unbewaffnete – Jugendliche und Eltern gegen die Besetzung der Schule durch US-Truppen, die dort einen Stützpunkt eingerichtet hatten. Aus der Demonstration entwickelte sich ein Feuergefecht zwischen US-Truppen und den Demonstranten, bei dem 16 Iraker starben und 65 verletzt wurden. Nach Angaben der US-Regierung seien die Soldaten vorher aus der Menge heraus beschossen worden und hätten auf den Angriff reagiert. Eine unmittelbare Folge dieses Zwischenfalls war ein massiver Guerillakampf der sunnitischen Bevölkerung im sunnitischen Dreieck gegen die Besatzungsmacht, dem auch zwei französische Zivilisten zum Opfer fielen. Aufgrund dieses Kampfes musste sich die 82. Luftlandedivision der US-Armee im Dezember 2003 aus der Stadt zurückziehen. Am 20. März 2004 übernahm die 1st Marine Expeditionary Force die militärische Verantwortung für die Stadt.

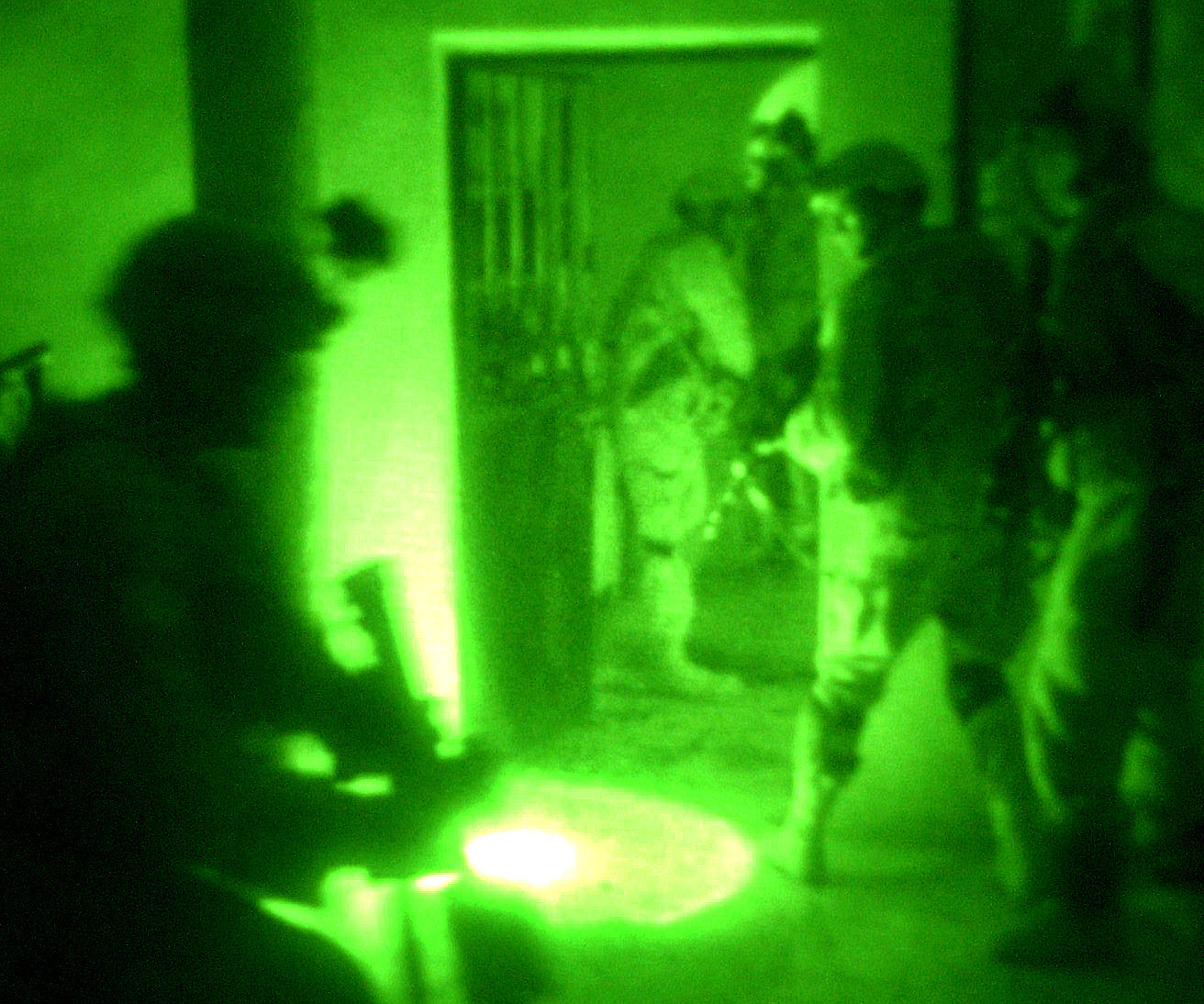
Nachteinsatz der 82nd Airborne Division im Oktober 2003

Die bei Falludscha in der Basis Mercury stationierten Einheiten der 82. Luftlandedivision wurden von den Einwohnern Falludschas als die „mörderischen Wahnsinnigen“ bezeichnet (Murderous Maniacs), weil diese Gefangene misshandelt haben sollen.
Durch den Rückzug der amerikanischen Truppen wurde die Stadt zu einer Hochburg für Rebellen und Aufständische und bot Terroristen wie dem Jordanier Abu Musab az-Zarqawi einen Zufluchtsort. Az-Zarqawi hatte die Terrorgruppe at-Tauhīd wa-l-Dschihād gegründet, die für zahlreiche Entführungen und Morde verantwortlich ist, darunter auch die Enthauptung des amerikanischen Aufbauhelfers Nick Berg.
Am 31. März 2004 kam es zu einem Überfall in Falludscha, bei dem Aufständische einen Wagen mit vier Amerikanern (US-Berichte sprachen zunächst von zivilen Wiederaufbauhelfern) beschossen und die Insassen töteten. Eine aufgebrachte Menge zerrte die Körper aus dem Auto und schändete die Leichname. Die Leichen der Amerikaner wurden verbrannt und die verkohlten Überreste auf der Euphrat-Brücke aufgehängt. Das Geschehen wurde von Fernsehkameras festgehalten und die Bilder gingen um die Welt. Besonders in Amerika verursachten sie einen Schock, denn sie erinnerten an die Schlacht von Mogadischu in Somalia, während der zwei getötete US-Soldaten, SFC Randy Shughart und MSG Gary Ivan Gordon, durch die Straßen der Hauptstadt Somalias geschleift worden waren. Später stellte sich heraus, dass es sich bei den getöteten Amerikanern um Mitarbeiter des US-Unternehmens Blackwater Security Consulting handelte.
Eine Folge des Anschlags war die Operation Vigilant Resolve. Diese Operation sah die Abriegelung Falludschas und die anschließende Rückeroberung durch US Marines vor. Die US-Soldaten sollten bei dieser Operation durch die von ihnen ausgebildete irakische Nationalgarde unterstützt werden. Zu Beginn des Angriffs am 5. April 2004 waren jedoch viele irakische Soldaten desertiert und einige kämpften auf der Seite der Rebellen.
Trotz massiven Vorgehens gelang es den US-Streitkräften nicht, Falludscha zurückzuerobern. Am 9. April boten die US-Truppen erstmals Verhandlungen über einen Waffenstillstand an, zu denen es aber nicht kam. Nach vierwöchiger Belagerung und Verlusten von mehr als 50 US-Soldaten wurde die Operation am 29. April vorerst eingestellt. Durch die Ereignisse während der Kämpfe, bei denen unter anderem das einzig noch betriebsfähige Krankenhaus der Stadt durch US-Truppen unter Beschuss geriet, sowie den Missbrauch von Moscheen und Krankenwagen durch irakische Kämpfer (was wiederum den Beschuss dieser Ziele durch US-Soldaten nach sich zog), wurde die Lage weiter verschärft. Ein Militärgouverneur wurde eingesetzt und sollte die Lage in der Stadt beruhigen. Als Bevollmächtigten setzten die Amerikaner den General Dschasim Mohammed Saleh ein und unterstellten ihm eine Brigade der neuen irakischen Armee, die Falludscha-Brigade. Der Blockadering wurde aufgelöst.
Saleh, ein ehemaliger General der Republikanischen Garden unter Saddam Hussein, wurde nach vier Tagen von der Stabsführung durch Mohammed Latif ersetzt. Dschasim Mohammed Saleh als Führer der Falludscha-Brigade einzusetzen, wurde von der Militärführung als Fehler bezeichnet.

## Vorbereitung auf die Offensive

### Politische Situation im Vorfeld
Auch durch den Einsatz der Falludscha-Brigade konnte die Region nicht befriedet werden und die Stadt fiel schließlich zurück in die Hände der Aufständischen. Während des Sommers 2004 kam es immer wieder zu Entführungen, Bombenattentaten und Angriffen auf die US-Truppen und zivilen Wiederaufbauhelfer. Das US-Militär reagierte mit Luftangriffen auf die vermuteten Aufenthaltsorte von Terroristen. Des Weiteren kam es immer wieder zu kleineren und größeren Kampfhandlungen zwischen den Rebellen und US-Truppen.
Im Oktober 2004 verdichteten sich – nach mehreren gescheiterten Waffenstillstandsverhandlungen – die Anzeichen für eine Großoffensive gegen die Rebellen in Falludscha. Der Ministerpräsident der Übergangsregierung Ijad Allawi forderte die Auslieferung des in der Stadt vermuteten Terroristen Abu Musab az-Zarqawi, der als Drahtzieher zahlreicher Attentate und Entführungen gilt. Die geistliche Führung von Falludscha erklärte ihrerseits, dass sich az-Zarqawi nicht in der Stadt aufhalte.
Allawi verkündete gegen Ende Oktober, dass sich das Fenster für Verhandlungen schließe und verhängte am Vortag der Offensive für insgesamt 60 Tage den Ausnahmezustand über den gesamten Irak. Die Operation war die erste größere Militäraktion nach der Wiederwahl von George W. Bush am 2. November 2004.

### Militärische Vorbereitung
Im Oktober wurden britische Soldaten aus dem Süden des Irak in den Norden verlegt. Die Briten sollten amerikanische Verbände ablösen, damit diese nach Falludscha verlegt werden konnten. Das britische Militär half den amerikanischen Truppen bei der erneuten Abriegelung der Stadt. Bei der Eroberung der Stadt waren jedoch keine britischen Truppen beteiligt.
Ein Blockadering wurde um die Stadt errichtet. Er sollte die Flucht der Aufständischen verhindern. Die zivile Bevölkerung wurde aufgefordert, die Stadt zu verlassen. Nach Angaben des US-Militärs kamen schätzungsweise 50.000 bis 60.000 Bewohner dieser Aufforderung nach.

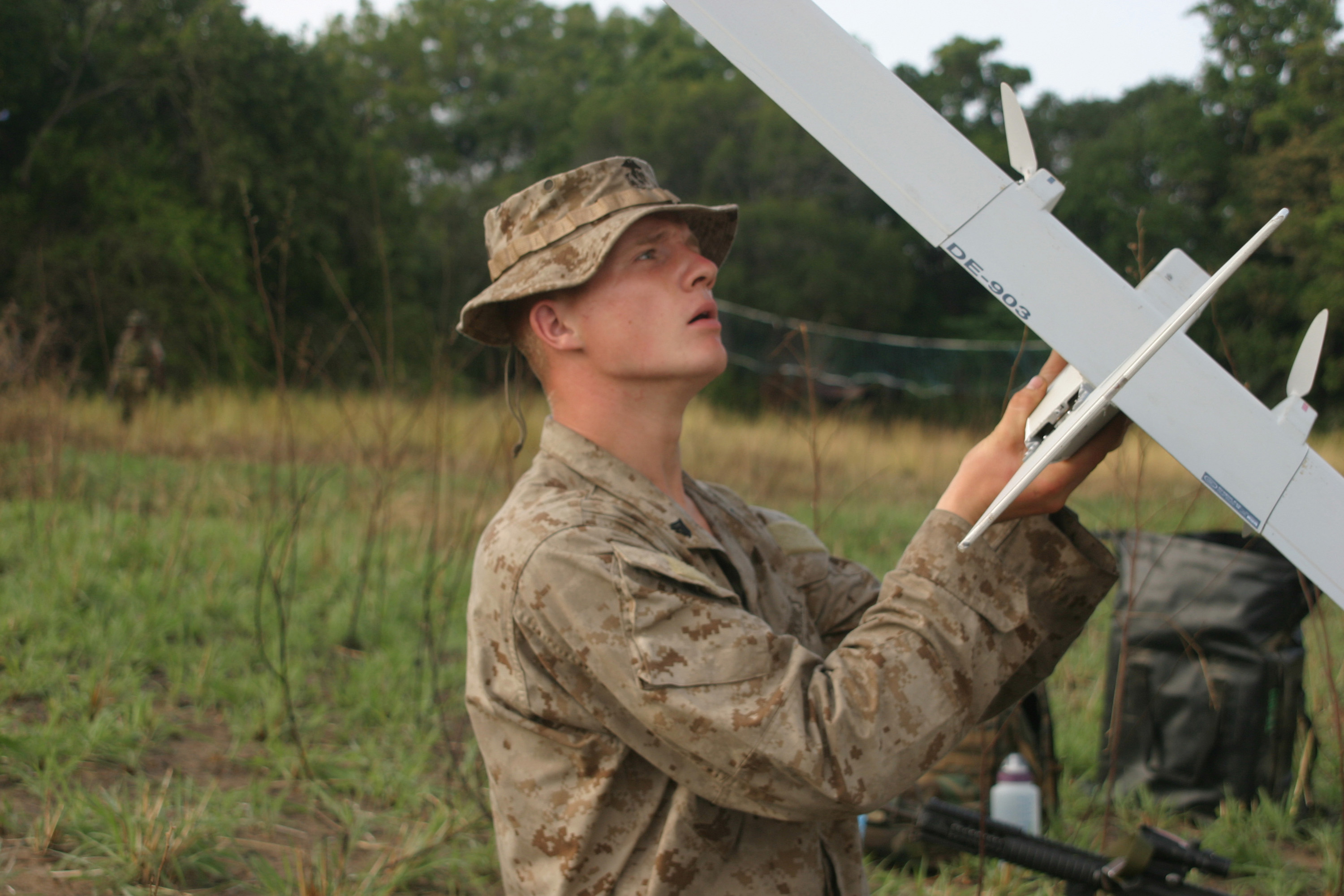
Eine Dragon-Eye-Aufklärungsdrohne

Die Aufklärung erfolgte durch unbemannte Drohnen des Typs Dragon Eye. Diese Aufklärungsflüge lieferten dem Generalstab die Angriffsziele für die Bombardierung und die spätere Eroberung. Die Luftangriffe auf die Stadt wurden im Vorfeld der Offensive forciert.
Die Aufständischen in Falludscha erahnten Monate im Voraus das Eintreten der Offensive und bereiteten sich dementsprechend auf die bevorstehende Invasion vor. Sie legten Munitionsdepots an, verminten Straßen und bauten Autobomben. Die Truppen der Aufständischen setzten sich aus mehreren Gruppen zusammen:
- Ehemalige Mitglieder des Hussein-Regimes;
- Ausländische Al-Qaida-Kämpfer;
- Einwohner von Falludscha, die sich gegen die Besatzungsmacht auflehnten oder ein getötetes Familienmitglied rächen wollten.

Die Aufständischen trugen keine Uniform, sondern lediglich ihre zivile Kleidung. Diese Tatsache machte es dem US-Militär schwer, zwischen Feind und Zivilist zu unterscheiden. Das US-Militär schätzte die Zahl der aufständischen Kämpfer auf 5.000 bis 6.000.

### Rules of Engagement
Die Rules of Engagement sind ein Regelwerk für den Kampfeinsatz der US-Streitkräfte. Diese Regeln wurden für die Operation Phantom Fury von der militärischen Führung angepasst.
- Wurden die Bodentruppen aus einem Gebäude heraus angegriffen, so wurde das Gebäude mit Bomben von Kampfflugzeugen oder Artilleriefeuer bekämpft. Eine Aufklärung, ob sich Zivilisten in dem Gebäude aufhielten, fand nicht statt.
- Die Stadt wurde vom Militär zum uneingeschränkten Beschuss freigegeben (Free-Fire-Zone). Jeder, der sich gegenüber den US-Truppen verdächtig oder gefährdend verhält, durfte bekämpft oder getötet werden.

## Beteiligte Truppenteile
Bei der Operation waren laut US-Regierung zwischen 10.000 und 15.000 britische und amerikanische Soldaten im Einsatz. Die britischen Soldaten sollten die amerikanischen Verbände bei der Abriegelung Falludschas unterstützen, aber ein Kampfeinsatz der britischen Truppen bei der Offensive war nicht geplant. An der Operation Al-Fadschr, wie die Offensive von irakischer Seite genannt wurde, waren ca. 2.000 irakische Soldaten der Übergangsregierung beteiligt. Die irakischen Einheiten spielten bei der Operation nur eine untergeordnete Rolle.

### 1. Marine-Regiment (Regimental Combat Team 1, RCT-1)
- 3. Bataillon, 1. US-Marineinfanterieregiment
- 3. Bataillon, 5. US-Marineinfanterieregiment
- 2. Bataillon, 7. Kavallerieregiment, US Army (TF 2-7)

### 7. Marine-Regiment (Regimental Combat Team 7, RCT-7)
- 1. Bataillon, 8. US-Marineinfanterieregiment
- 1. Bataillon, 3. US-Marineinfanterieregiment
- 2. Bataillon, 2. Infanterieregiment, US Army (TF 2-2)
- 3. Bataillon, 82. Feldartillerie-Regiment, US Army

### Irakische Streitkräfte
- 1. Bataillon, 1. Brigade, irakische Eingreiftruppe
- 2. Bataillon, 1. Brigade, irakische Eingreiftruppe
- 4. Bataillon, 1. Brigade, irakische Eingreiftruppe
- 5. Bataillon, 3. Brigade, irakische Nationalgarde
- 6. Bataillon, 3. Brigade, irakische Nationalgarde
- 36. Kommando-Bataillon, irakische Nationalgarde
- Sanitätseinheit der irakischen Polizei

## Zeitlicher Verlauf der Offensive

### Montag, 8. November

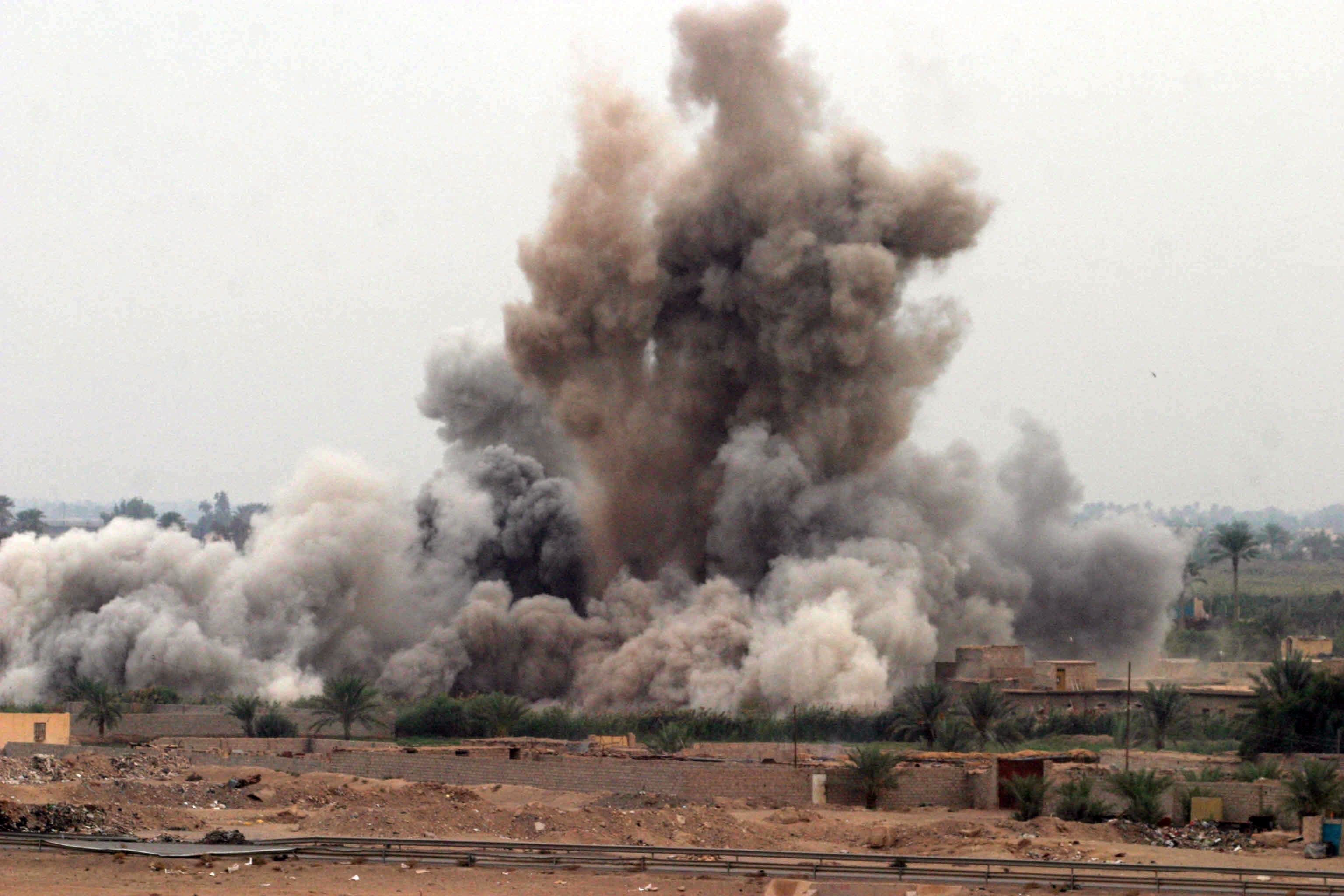
Luftangriff auf Falludscha am 8. November 2004

1. Tag der Schlacht

Mit Artilleriefeuer begann in der Nacht vom 7. auf den 8. November die Operation Phantom Fury. Die US-Armee feuerte mit 155-mm-Artilleriegeschützen und mit den 120-mm-Kanonen der M1-Abrams-Kampfpanzer auf die Stellungen der Rebellen in der Stadt.
Zur gleichen Zeit wurden aus der Luft Ziele mit F-18 Hornet und AC-130 Spectre angegriffen. Nach dem Artilleriebeschuss rückten Marines und Verbände der US Army in die Stadt ein. Die 4.000 Mann starke Einheit RCT-1 (Regimental Combat Team 1), bestehend aus je einem Bataillon des 1. und 5. Marineinfanterieregiments und der Task Force 2-7 (TF 2-7) stieß von der Bahnlinie im Norden in das Viertel Dscholan vor, und weitere 4.000 Soldaten der RCT-7 (Regimental Combat Team 7), bestehend aus je einem Bataillon des 3. und 8. Marineinfanterieregiments und der Task Force 2-7 (TF 2-7) rückten von Nordosten in das Viertel Al-Askari ein. Ziel war, in einer ersten Phase die Stadt bis zum Highway 10 zu kontrollieren. Die 2. Kampfbrigade der 1. US-Kavalleriedivision isolierte unterdessen die Stadt von Süden her. Die verschanzten Aufständischen leisteten durch Platzierung von unkonventionellen Spreng- und Brandvorrichtungen und RPG-Angriffe Widerstand, konnten aber die anrückenden US-Einheiten nicht aufhalten. Nachdem die Marines die Verteidigungsstellungen der Rebellen durchbrochen hatten, gelang es ihnen, einen Kilometer in das Stadtgebiet vorzurücken. Im Westen wurden ebenfalls am ersten Tag der Bodenoffensive das Zentralkrankenhaus und die beiden Brücken über den Euphrat von dem 3rd Light Armored Reconnaissance Battalion und dem 36. irakischen Kommandobataillon eingenommen. Bereits am ersten Tag der Operation berichteten amerikanische Soldaten von Beschuss aus den zahlreichen Moscheen heraus, darunter auch von Frauen und Kindern.
Die Versorgung der in der Stadt verbliebenen Zivilbevölkerung brach weitgehend zusammen. Es gab weder Strom noch Wasser und auch keine Lebensmittel. Zudem war die medizinische Versorgung praktisch nicht mehr vorhanden, da Krankenhäuser und Krankenwagen beschossen wurden und das medizinische Personal geflohen war.
Als Mittel der psychologischen Kriegführung wurden die Aufständischen mit Liedern der Rockgruppe AC/DC beschallt.

### Dienstag, 9. November

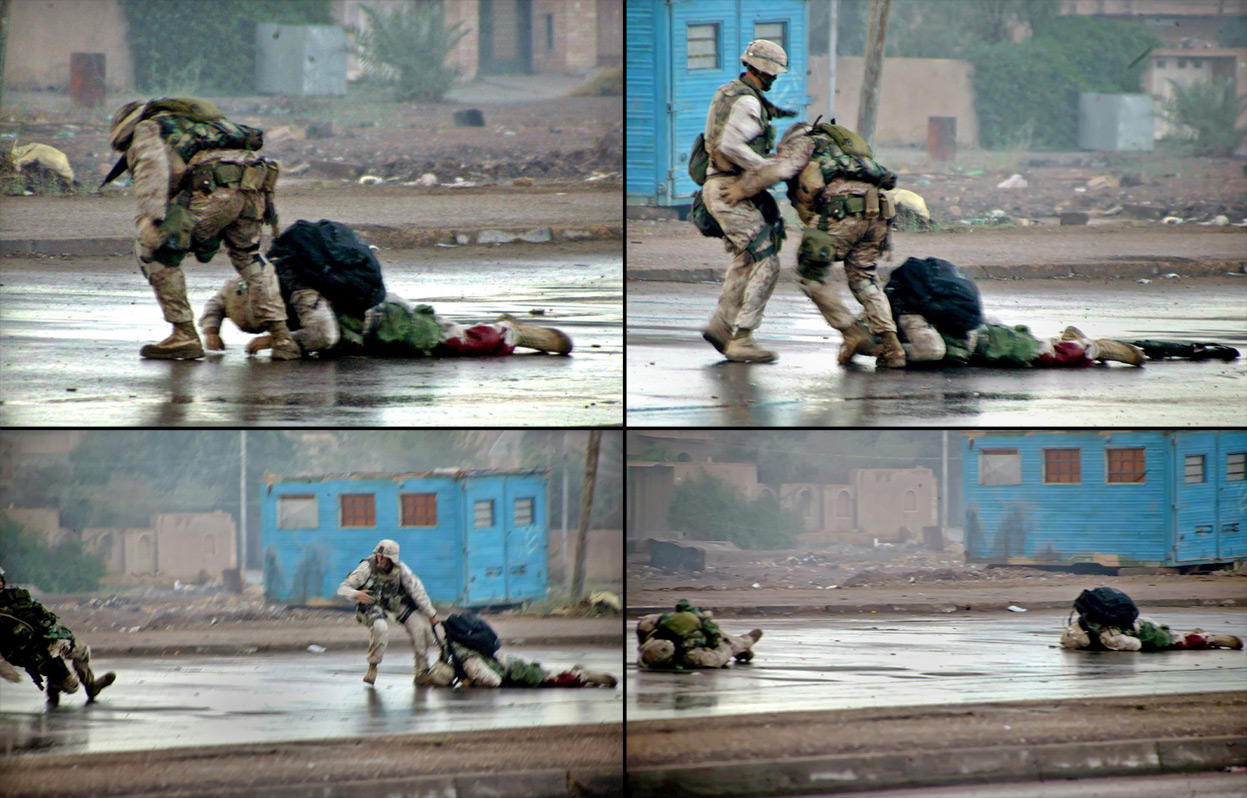
US-Soldaten versuchen einen verwundeten Kameraden in Sicherheit zu bringen. Einer der vermeintlichen Retter wird dabei selbst verletzt und zum Notfall.

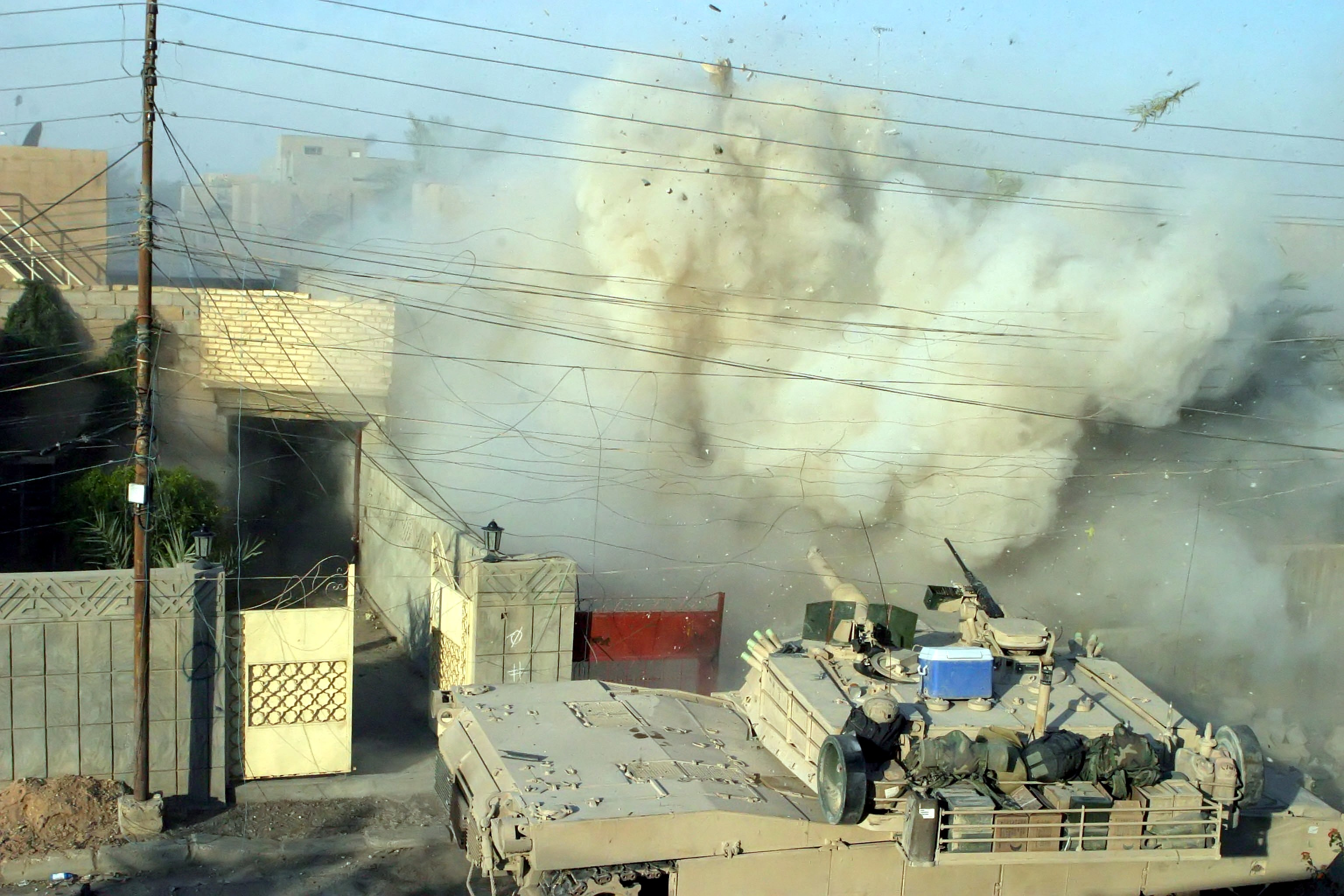
Ein M1A1 Abrams feuert beim Vorrücken ins Stadtzentrum auf feindliche Kräfte in einem Gebäude

Am zweiten Tag der Offensive rückten die Amerikaner bis zum Stadtzentrum an die Hatra-Muhammadia-Moschee vor. Um die Moschee wurde mehrere Stunden erbittert gekämpft. Bei der Eroberung der Moschee starben acht amerikanische Soldaten. Die Erstürmung der Hatra-Muhammadia-Moschee wurde von General George W. Casey Jr. als die härteste Herausforderung während der ganzen Offensive bezeichnet. Einheiten, die von Westen vorrückten, nahmen die strategisch wichtigen Brücken über den Euphrat ein. Nach Angaben des Verteidigungsministeriums der Vereinigten Staaten soll zu diesem Zeitpunkt bereits ein Drittel von Falludscha unter amerikanischer Kontrolle gewesen sein. General Abdel Qader Mohammed Jassim wurde von der Übergangsregierung des Iraks zum Verwalter der Stadt ernannt.
Als Reaktion auf die Kämpfe in Falludscha wurden in Bagdad von Rebellen drei Angehörige des Ministerpräsidenten Ijad Allawi der Übergangsregierung entführt. Die Gruppe der Entführer forderte eine Einstellung der Kämpfe innerhalb von zwei Tagen.

3. Tag der Schlacht um Falludscha

### Mittwoch, 10. November
Auch am dritten Tag gingen die Kämpfe zwischen den Rebellen und dem US-Militär weiter. Im Verlauf des Tages konnten die amerikanischen Einheiten weitere Stadtteile einnehmen und die Frontlinie weiter nach Süden verschieben. Laut offizieller Stellen der Regierung sei die Stadt zu 70 % unter Kontrolle gewesen. Die amerikanischen Truppen hatten die Stadt nördlich der Autobahn besetzt.
Reporter aus der Stadt berichten von schrecklichen Zuständen in den umkämpften Vierteln. Die Leichen der getöteten Rebellen und Zivilisten lagen überall auf der Straße. Es wurde davon berichtet, dass verwahrloste Hunde die Leichen in den Straßen angefressen hätten.

### Donnerstag, 11. November

4. Tag der Schlacht um Falludscha

Am vierten Tag nach dem Beginn der Offensive rückten die US-Truppen in das Industrieviertel der Stadt vor. Zur Überraschung der amerikanischen Soldaten nahm der Widerstand der Rebellen wieder zu. Eine vergleichsweise kleine Gruppe von Aufständischen verzögerte das Vordringen der US-Marinesoldaten westlich des Industrieviertels um Stunden.
Am Ende des Tages war das Industrieviertel in amerikanischer Hand, aber die Streitkräfte westlich des Viertels hatten keine großen Raumgewinne verzeichnet. Nach Angaben der US-Streitkräfte wurden bis zum Abend des 11. November 18 amerikanische und fünf irakische Soldaten getötet. Verwundet wurden bis zu diesem Zeitpunkt 164 Soldaten. Die geschätzte Zahl der getöteten und verwundeten Rebellen wurde mit 600 angegeben.
Bei den Durchsuchungen der Häuser im eroberten Stadtgebiet fanden irakische Soldaten Depots von Waffen und Munition und Räume, die als „Schlachthäuser“ bezeichnet wurden. Die Terroristen hatten in diesen Räumen ihre entführten Opfer und deren Enthauptungen gefilmt.

### Freitag, 12. November

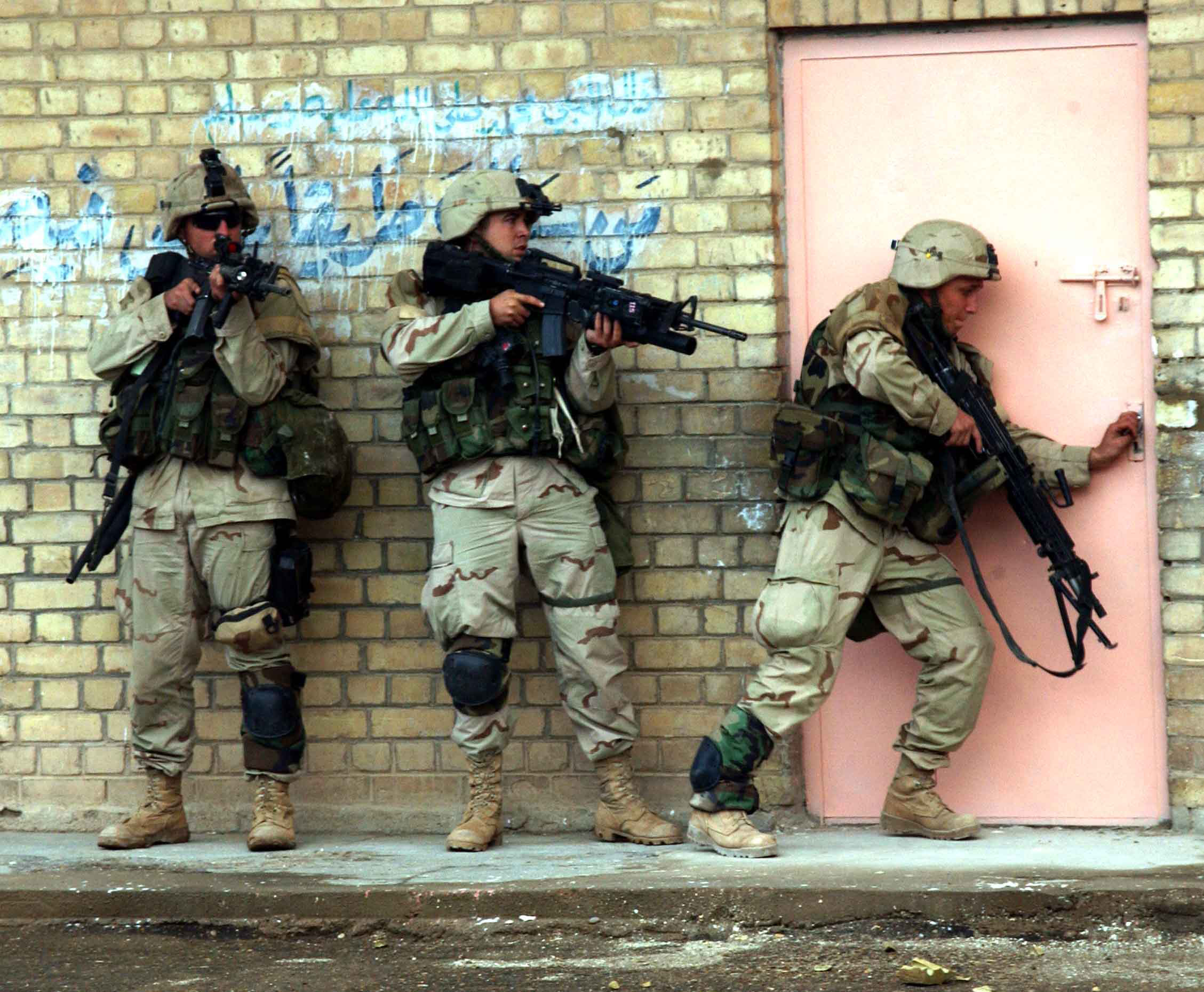
Soldaten der 1st Cavalry Division beim Durchsuchen eines Hauses

5. Tag der Schlacht um Falludscha

Am Freitag wurde die zweite Phase der Operation Phantom Fury eingeleitet. Im amerikanisch kontrollierten Bereich gingen die Soldaten von Haus zu Haus und durchsuchten jedes einzelne nach versteckten Terroristen und Rebellen. Das US-Militär bezeichnete dieses Vorgehen auch als „Aufräumarbeiten“. Gleichzeitig schritt die Rückeroberung der Stadt fort. Die Einheiten der USA rückten weiter nach Süden vor.

Die Nachricht von der Situation in Falludscha und besonders das Leiden der zivilen Bevölkerung hatte sich im ganzen Irak herumgesprochen. Eine Welle der Hilfsbereitschaft ging durchs Land und es wurden Lebensmittel und Wasser für die Bürger von Falludscha gespendet. Die Hilfsorganisation Roter Halbmond wollte die Bevölkerung der Stadt mit den Hilfsgütern versorgen, jedoch verweigerte das US-Militär ihren Lkw den Zugang zur Stadt.

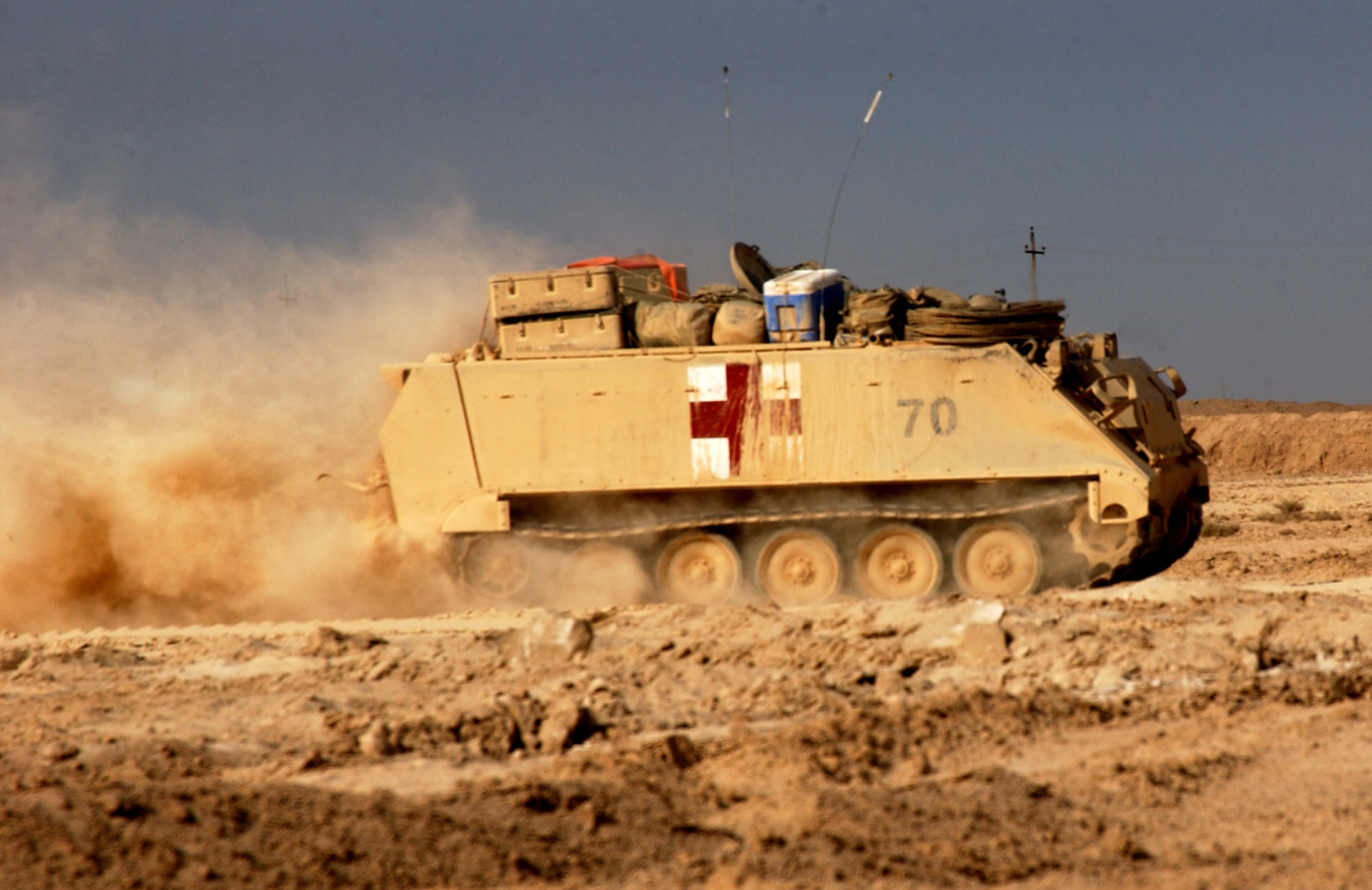
Ein Transportpanzer evakuiert verwundete US-Soldaten aus Falludscha

### Samstag, 13. November bis Dienstag, 16. November

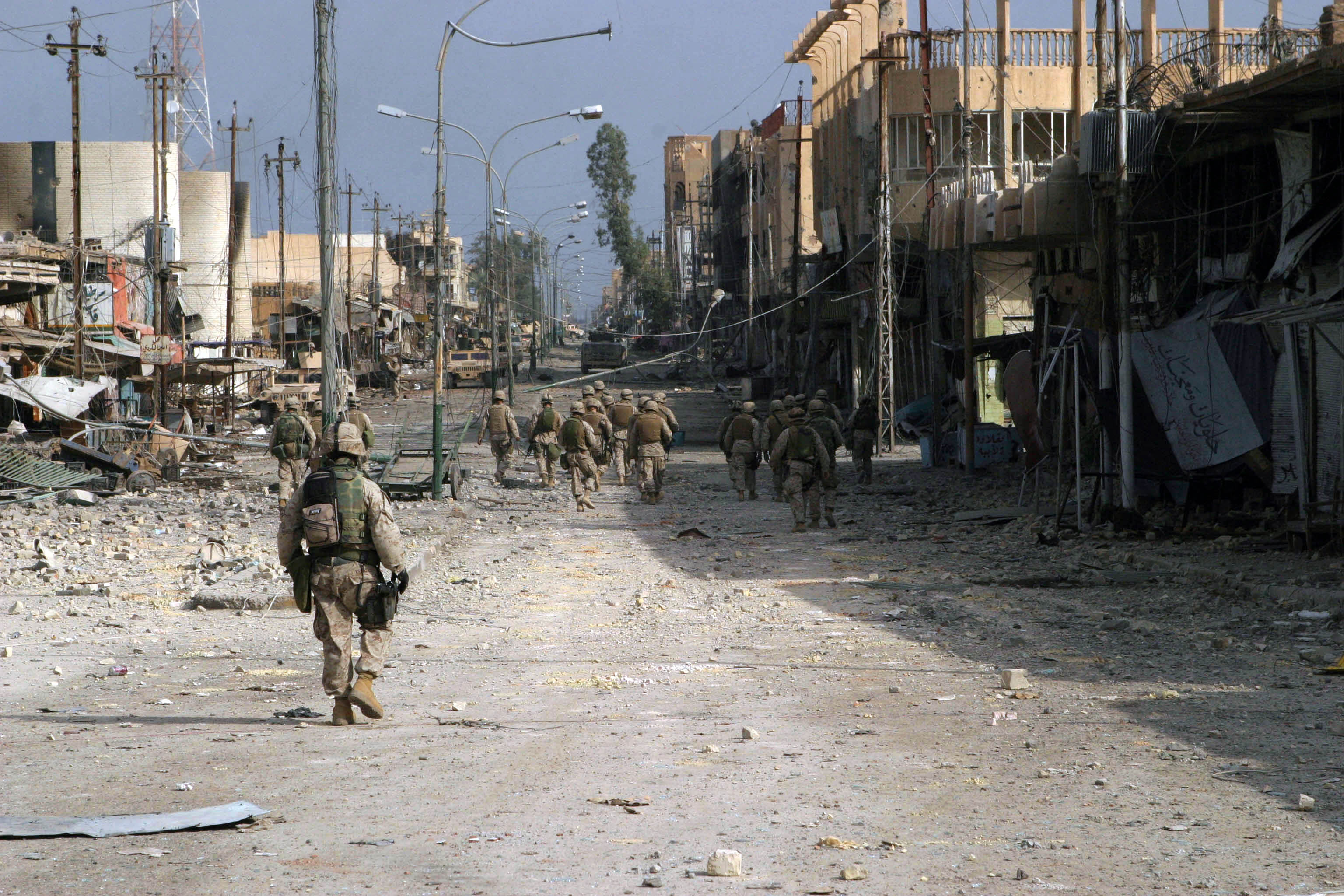
Falludscha nach dem Ende der Gefechte

Am Samstag wurde im Süden der Stadt weiter gekämpft. Die letzten Widerstandsnester der Rebellen wurden mit Artillerie, Panzern und Kampfflugzeugen beschossen, bevor die Bodentruppen vorrückten. Am Abend gelangte das letzte Viertel unter die Kontrolle der amerikanischen Einheiten. Der Zwei-Sterne-General Richard F. Natonski stellte am Samstagabend fest, dass die Hauptkampfhandlungen beendet seien und die Truppen nun mit den Aufräumarbeiten beschäftigt seien. Diese Aufräumarbeiten zogen sich bis zum Dienstag hin.
Auch an diesen Tagen blieb es den Hilfsorganisationen verwehrt, in die Stadt zu fahren, um dort die zivile Bevölkerung zu versorgen. Die US-Regierung erklärte, dass sie nicht glaube, dass noch Zivilisten in der Stadt seien.
Am neunten Tag der Bodenoffensive war die Stadt Falludscha weitestgehend eingenommen und unter amerikanischer Kontrolle.

## Falludscha nach der Operation

### Auswertung
Das Ziel, den Terroristen Abu Musab az-Zarqawi entweder zu töten oder gefangen zu nehmen, wurde nicht erreicht. Der gesuchte Terrorist konnte aus der abgeriegelten Stadt entkommen, sofern er zu Beginn der Operation noch dort war. Es konnten viele Aufständische bereits vor der Belagerung aus der Stadt fliehen und den Kampf gegen die Amerikaner in anderen Städten fortführen.
Das zweite Ziel, für Stabilität bei den Wahlen am 30. Januar zu sorgen, konnte nicht vollständig erreicht werden. Zwar konnten die Wahlen abgehalten werden, jedoch kam es im Vorfeld vermehrt zu Selbstmordanschlägen und Boykottaufrufen. Im sunnitischen Dreieck wurden die Wahlen unter strengen Sicherheitsvorschriften durchgeführt. Viele sunnitische Iraker folgten den Aufrufen und boykottierten die Wahl. Viele Wähler im sunnitischen Dreieck gingen auch aus Angst nicht wählen, weil die Terrorgruppe Tawid wal-Jihad von az-Zarqawi zum Mord an den Wählern aufrief.

### Verluste

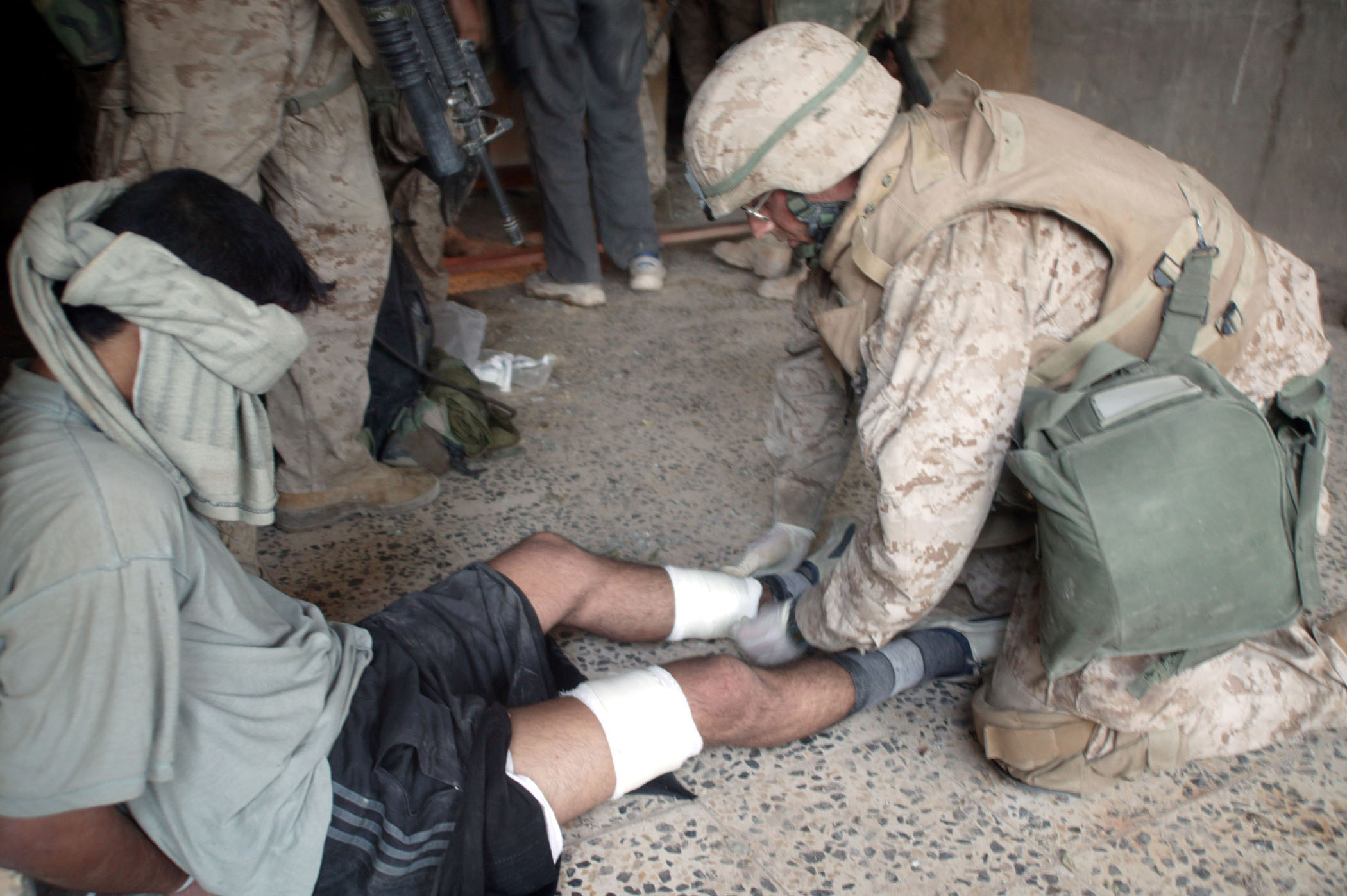
Ein US-Sanitäter versorgt einen Gefangenen

Das US-Militär schätzte die Zahl der getöteten Aufständischen auf 1.200. Eine genaue Zahl der Verwundeten wurde nicht bekanntgegeben und ist nicht zu ermitteln. Im Rahmen der Operation Phantom Fury wurden etwa 1.500 Aufständische vom US-Militär festgenommen oder werden noch vermisst. Viele der Vermissten werden in den Trümmern von eingestürzten Wohnhäusern vermutet. Die Gefangenen wurden der Militärpolizei überstellt und im Abu-Ghuraib-Gefängnis inhaftiert.
Im Vergleich zu den aufständischen Irakern hatte das US-Militär nur geringe Verluste. Diese Verluste beliefen sich auf 64 gefallene und 425 verwundete Soldaten. Drei US-Soldaten kamen durch einen Unfall ums Leben und 61 starben durch feindliches Feuer. Die irakischen Streitkräfte auf Seiten der amerikanischen Truppen hatten sechs Gefallene und eine unbekannte Zahl an Verwundeten.
Das US-Militär stellte fest, dass seine Verluste beim Kampf im städtischen Gebiet (US-Bezeichnung MOUT = Military Operations in Urban Terrain) pro Tag um 20 Prozent höher lagen als während der Hauptkampfhandlungen im März und April 2003.

### Fazit
Die Operation Phantom Fury zerstörte fast die ganze Stadt Falludscha. 65 Prozent der Häuser wurden zerbombt und der verbliebene Wohnraum stark beschädigt. Die Hälfte der 120 Moscheen der Stadt wurde bei der Offensive zerstört oder beschädigt. Von den 350.000 Menschen, die vor der Offensive in der Stadt gelebt hatten, waren 25.000–30.000 in der Stadt geblieben oder kurz nach den Kämpfen zurückgekehrt. Zurückkehrende Bürger mussten sich die Fingerabdrücke abnehmen und die Iris scannen lassen, womit Personalausweise erstellt wurden. Die Versorgung der Stadtbevölkerung mit Strom, Benzin und Trinkwasser war schlechter als vor dem Einmarsch. Das General Hospital als einzig verbliebenes Krankenhaus konnte die medizinische Versorgung nicht abdecken. Der überwiegende Teil der Einwohner lebte in einem Flüchtlingscamp außerhalb der Stadt.

## Kriegsverbrechen
Während der Operation Phantom Fury wurden Aufständische mit Phosphor-Granaten aus geschützten Stellungen getrieben, um sie dann mit anderen Waffen bekämpfen zu können. US-Streitkräfte hätten nach RAI-Angaben in Falludscha zudem eine Art Napalm und weißen Phosphor gegen Zivilisten eingesetzt. Die Autoren beriefen sich auf Aussagen amerikanischer Soldaten, die Szenen von durch Phosphorgranaten verbrannten Körpern zahlreicher Zivilisten schilderten. Dies wurde vom US-Außenministerium bestritten. Die United States Army leugnete den Einsatz zunächst, gab ihn jedoch später zu. Ein GI berichtete, er habe Leichen von Phosphorwaffen-Opfern beseitigen müssen. Die USA haben die Zusatzprotokolle von 1977 zu den Genfer Abkommen von 1949, die unterschiedslose Angriffe untersagen, nicht unterzeichnet. Sie rechtfertigen den Einsatz weißen Phosphors damit, dass er nicht als chemische Waffe auf Grund seiner Giftigkeit verwendet werde, sondern als Brandmittel für eine konventionelle Waffe.
Am 16. November berichtete der US-Nachrichtensender NBC von einem Vorfall, der sich während der Operation Phantom Fury ereignete und die der Journalist Kevin Sites mit einer Videokamera festgehalten hatte. Der US-Amerikaner gehörte zu denjenigen Presseleuten, die sich mit den kämpfenden US-Einheiten in Falludscha bewegten. Sein Bericht schildert das Verhalten eines US-Marinesoldaten während der Offensive Phantom Fury. Das Video zeigte, wie eine Gruppe von US-Soldaten eine Moschee in Falludscha betrat und wie einer von ihnen einem verwundeten und unbewaffneten Iraker in den Kopf schoss. Vor dem tödlichen Schuss sagte der betreffende Soldat zu seinen Kameraden: Verdammt noch mal, er tut nur so, als ob er tot sei, er simuliert nur seinen verdammten Tod. Nach der Tat war er mit den Worten Nun, jetzt ist er tot zu hören. Der erschossene Araber war einer von fünf Gefangenen, die am sechsten Tag der Offensive in einer eroberten Moschee zurückgelassen worden waren. Die Veröffentlichung dieses Videofilms hatte weltweite Empörung hervorgerufen. Im Nahen Osten kam es aufgrund des NBC-Berichts zu Protesten gegen die Vorgehensweise der USA in Falludscha.
Der betreffende Soldat wurde von der Front abgezogen und suspendiert. Das Pentagon leitete eine öffentliche Untersuchung des Vorfalls ein. Sollte es sich bei diesem Vorfall um ein Kriegsverbrechen handeln, so würde der betreffende Soldat vor ein Kriegsgericht gestellt, hieß es aus dem Pentagon. Nach einer Untersuchung durch den Kriminalermittlungsdienst der US-Navy (NCIS) wurde beschlossen, keine Anklage gegen den Soldaten zu erheben.
Amnesty International rügte das Vorgehen des US-Militärs in Falludscha und sprach von Kriegsverbrechen (Tötung von Zivilisten), die von US-Soldaten begangen worden seien. Amnesty International berief sich dabei auf Augenzeugenberichte von Ärzten, Reportern und Zivilisten. Das US-Verteidigungsministerium behauptet weiterhin, alle Zivilisten hätten die Stadt vor dem Beginn der Offensive verlassen. Tatsächlich wurde allen männlichen Bürgern im Alter zwischen 17 und 60 Jahren die Flucht aus der Stadt verweigert.

## Aufarbeitung
Im September 2006 räumte Oberstleutnant Barry Venable für das Verteidigungsministerium der Vereinigten Staaten in einem Interview mit der BBC den Einsatz von Phosphorwaffen über den üblichen Rahmen als Blendwaffe hinaus ein.
Captain James T. LaCour berichtet über den Einsatz von Weißem Phosphor zu tödlichen Zwecken (lethal missions) während des Beschusses von Falludschah.

## Zitate
- Donald Rumsfeld behauptete: „Es wird keine großen Verluste bei der Zivilbevölkerung geben und erst recht nicht durch US-Streitkräfte“.[10]
- General George W. Casey junior beschrieb die in der Stadt verbliebenen Menschen als eine amorphe Gruppe von Terroristen und Aufständischen.[11]
- Robert Burns, Militärjournalist von AP schrieb: „Jede militärische Operation bekommt einen Decknamen und bei dieser wurde der Name auf Allawis Bitten hin in Operation Al-Fadschr geändert.“